# DJ Balthazar
Georgi Mateev, beter bekend als DJ Balthazar (Sofia, 23 september 1977), is een Bulgaars diskjockey.

## Biografie
DJ Balthazar startte zijn carrière in 1998. In 2008 nam hij samen met Deep Zone deel aan de Bulgaarse preselectie voor het Eurovisiesongfestival. Met het nummer DJ, take me away wonnen ze deze, waardoor ze Bulgarije mochten vertegenwoordigen op het Eurovisiesongfestival 2008 in de Servische hoofdstad Belgrado. Daar wisten ze zich niet te plaatsen voor de finale.
Als eigenaar van muzieklabel Renesanz promoot en vertegenwoordigt hij ook verschillende andere acts in de electrowereld.